# Список українських енциклопедій (іншомовні видання)
Список українських енциклопедій (іншомовні енциклопедії та словники)

### Англомовні українські енциклопедично-довідкові видання
- Encyclopedia of Ukraine — the English 5 volumes version of the Encyclopedia of Ukrainian Studies[1][2][3]
- Ukraine. A Concise Encyclopaedia — a two volumes set, published by University of Toronto Press, Scholarly Publishing Division[4]
- Historical dictionary of Ukraine. Second Edition. / Ivan Katchanovski, Zenon E. Kohut, Bohdan Y. Nebesio, Myroslav Yurkevich. — Lanham, Toronto, Plymouth: The Scarecrow Press, Inc., 2013. — ISBN 978-0-8108-7845-7[5][6][7][8][9][10][11] (PDF)
- The Brief Encyclopaedia of English Literature / Мала енциклопедія англійської літератури: у 2 т. / укл. Е. Соломаха. — Київ: Альтерпрес, 1998.
- Bulatova M. Encyclopaedia of Olympic Sports in Questions and Answers. – K.: Olympic Literature, 2009. – 400 p.
- Bubka S., Bulatova M. Olympic constellation of Ukraine. Athletes. – K.: Litera, 2011. – 166 р.
- Bubka S., Bulatova M. Olympic constellation of Ukraine. Coaches. – K.: Litera, 2011. – 264 р.
- Track and Field: Encyclopaedia in Questions and Answers / S. Bubka, M. Bulatova. – Kyiv : Olimpijska literature, 2015. – 536 p.

### Кримськотатарськомовні українські енциклопедичні видання
- Къырымтатар тилининъ имля лугъаты: А—Я: он еди бинъге якъын сёз: киррилл ве латин графикаларында / А. Меметов. — 3-юнджи гъайрыдан ишленильген ве кенишлетильген нешир. — Сімферополь: Къырымдевокъувпеднешир, 2014. — 447 с. ; 21 см. — Парал. тит. арк. кримськотатар. латиницею — Назва паліт. парал. кримськотатар. кирилицею, латиницею. — 1 000 пр. — ISBN 978-966-354-564-5

### Французькомовні українські енциклопедичні видання
- Petite Encyclopedie des Tatars de Crimee/ Пер. J.-C. Fritsch. — Сімферополь: Доля, 2014. — 220 с. — Фр. мовою. ISBN 978-966-366-705-8

### Російськомовні українські енциклопедично-довідкові видання

#### Друковані
- Украинскій народъ въ его прошломъ и настоящемъ: В 2-х т. / Под ред. Ф. К. Волкова. — С.-Петербургъ: тип. т-ва «Обществ. Польза», 1914—1916.

Т. 1. — Санкт-Петербург, 1914. — 360 с.
Т. 2. — Санкт-Петербург, 1916. (читати он-лайн)
- Мы украинцы: Энциклопедия украиноведения / В. П. Супруненко ; худож. Н. Музыченко. — Д. : ОАО «Днепркнига», 2003. — 412 с.: ил.
- Словарь малорусской старины / Составленный В. Я. Ломиковским; Редакция и примечания Ал. Лазаревскаго. — К., 1894. — 32 с. (Повний текст PDF)
- Малая энциклопедия Киевской старины / Сост. А. Макаров. — К.: Довіра, 2002. — 558 с.

Малая энциклопедия Киевской старины / Сост. А. Макаров. — 2-е изд. — К.: Довіра, 2005. — 558 с.
- Энциклопедия Подкарпатской Руси. / Иван Поп. — Ужгород: Издательство В. Падяка, 2001. — 430 с.[14][15] (PDF-файл)
- Монархическое движение в Киеве и на территории Киевской губернии (1904—1919): ист. энцикл. / Кальченко Т. В. — Киев: Интерконинталь-Украина, 2014. — 974 с. : ил., табл., портр. ; 31 см. — Библиогр. в конце ст. — 300 экз. — ISBN 978-966-97348-1-5
- Крымскотатарская энциклопедия: В 2 т. / Сост. Р. Музафаров. — Симферополь: Ватан. — 1993—1995.[16][17][18][19][20][21][22]

Т. 1 : А — К / авт.-сост. Р. Музафаров. — 1993. — 426 с.
Т. 2 : Л — Я / сост. Р. Музафаров, А. Короткая. — 1995.
- Энциклопедия крымских древностей: археологический словарь Крыма. / Буров Г. М. ; Историко-археологический благотворительный фонд «Наследие тысячелетий». — К.: ИД «Стилос», 2006. — 528 с. — ISBN 966-8518-55-1 (переглянути документ)
- Деятели крымскотатарской культуры (1921–1944 гг.): Биобиблиогр. словарь / Гл. ред. и сост. Д. П. Урсу; Республ. Крымскотатарская б-ка им. И. Гаспринского. — Симф.: Доля, 1999. — 240 с. — (Источник знаний; №2).
- Крымскотатарские художники : биобиблиографический словарь / сост. Э. Я. Черкезова. – Акъмесджит : Доля, 1999. – 68 с.
- Энциклопедия фамилий Харьковской губернии / Андрей Федорович Парамоновъ; И. о. Харьк. част. музей гор. усадьбы.– Харьков: Харьк. част. музей город. усадьбы, 2011.

Кн. 1 : 2011. — 286 с. : ил. — 100 экз. — ISBN 966-8246-41-1
Кн. 2 : 2011. — 199 с. — 100 экз. — ISBN 978-966-2556-12-4
- Выдающиеся педагоги высшей школы г. Харькова: Биогр. словарь / В. И. Астахова, К. В. Астахова, А. О. Тайков; Харьковский гуманитарный ин-т "Народная украинская академия". — Х.: Глобус, 1998. — 732 с. — (Харьковский биогр. словарь).
- Биографический словарь профессоров Одесского медицинского института им. Н. И. Пирогова (1900–1990 гг.) / А. Е. Золота-рев, И. И. Ильин, Л. Г. Луки. — О.: Маяк, 1992. — 324 с.: фото.
- Профессора Таврического национального университета им. В. И. Вернадского : [справ.-биогр. изд. / сост.: В. Г. Ена и др.]. — К. : Либідь, 2007. — 171 с. : портр. ; 25 см. — ISBN 978-966-06-0494-0 (в пер.).
- Творческая деятельность греков Приазовья: конец ХІХ — ХХ век: Энциклопедический справочник / Сост. И. А. Папуш. — Мариуполь: Газета «Приазовский рабочий», 2000. — 159 с.
- Краткий биографический словарь ученых и писателей Полтавской губернии с половины XVIII века / Павловский И. Ф. — Полтава: Изд. Полтавской ученой архивной комиссии, 1912. — VI, 238 с.: портр.
- Первое дополнение к краткому биографическому словарю ученых и писателей Полтавской губернии с половины XVIII века / Павловский И. Ф. — Полтава: Изд. Полтавской ученой архивной комиссии, 1913. — 88 с.: портр.
- Полтавцы. Иерархи, государственные и общественные деятели и благотворители: Опыт краткого биографического словаря Полтавской губернии с половины XVIII века / Павловский И. Ф. — Полтава: Изд. Полтавской ученой архивной комиссии, 1914. — XV, 294 с.: портр.
- Энциклопедия киевских рек (второе издание) / К. Степанец; ред. И. С. Однопозов. — Киев, 2015. — 248 с., илл.[23][24]
- Донетчина = Donetsk region: Энциклопедия в 2-х т. / Глав. ред. А. Бразовская. — Луганск: Бизнес-компаньон; К.: Новий друк, 2013. — 823 с. — ISBN 978-617-635-050-7
- Украинская советская энциклопедия. В 12 т. / Глав. ред. М. П. Бажан. — К.: Гл. ред. УСЭ, 1978—1985.
- Украинская Советская Социалистическая Республика: Энциклопедический справочник / ред. Ф. С. Бабичев. — Киев: Украинская Советская Энциклопедия, 1987.
- Украинский советский энциклопедический словарь: в 3 т. Т.1: А — Капсюль / А. В. Кудрицкий . — Київ: Українська Радянська Енциклопедія, 1988 . — 756 с. + 39 л. ил. карт. — ISBN 5-88500-001-8
- История Украинской ССР. В 8 т. (10 кн.) / К.: УСЭ, 1981—1985.
- История городов и сел Украинской ССР: У 26 т. / Гл. редкол.: Тронько П. Т. (пред.) и др. / Киев: Ин-т истории АН УССР: Укр. сов. энциклопедия, 1974—1983.
- Российские деятели украинского происхождения: История отношений Украины и России в лицах за 337 лет (1654—1991): Энциклопед. справочник / А. Ф. Ткаченко. — К. : Арістей, 2005. — 604 с.
- Современная украинская энциклопедия. — Х. : Книжный Клуб «Клуб Семейного Досуга», 2005— . — ISBN 966-8511-19-0.
  - Т. 1 : Аа-Ба. — Х. : Книжный Клуб «Клуб Семейного Досуга», 2005. — 416 с. — ISBN 966-8511-20-0.
  - Т. 2 : Ба-Ве. — Х. : Книжный Клуб «Клуб Семейного Досуга», 2005. — 416 с. — ISBN 966-8511-21-2.
  - Т. 15 : Ул—Че. — 2007. — 413, [1] с. : ил. — 2 000 экз. (доп. тираж). — ISBN 978-966-343-176-5.
  - Т. 16 : Че—Яя. — 2007. — 414 с. : ил., табл. — 2 000 экз. (доп. тираж). — ISBN 978-966-343-177-2.
- Новейшая иллюстрированная энциклопедия: страны и народы, всемирная история, человек, планеты и звезды, жизнь на Земле, искусство и культура, наука и техника: пер. с англ. / Гл. ред. С. С. Скляр; Пер. Наталия Третьякова.– Харьков; Белгород: Книжный клуб «Клуб семейного досуга», 2015.– 207,[1] с. : цв. ил. — 10 000 экз. — ISBN 978-966-14-7762-8, ISBN 978-5-9910-2993-3
- Энциклопедия мысли / сост. О. Азарьев и др. — Симферополь: Реноме, 1996. — 688 с. — ISBN 5-776-0082-0
- Древний мир: Энциклопедический словарь. В 2-х т. / Гладкий В. Д. — Т. 1: A–O. — Донецк, МП «Отечество», 1996. — 512 с. — ISBN 966-7182-35-5 (PDF-файл)

Древний мир: Энциклопедический словарь. В 2-х т. / Гладкий В. Д. — Т. 2: П–Я. — Донецк, МП «Отечество», 1997. — 530 с. — ISBN 966-7182-40-1 (PDF-файл)
- Величайшие исторические события мира: Энциклопедический справочник / Сост. В. Л. Карнацевич. — Харьков: Фолио, 2007. — 623 с.
- Союз композиторов Украины: Справочник / Редкол. Н. Гордийчук (пред.), Л. Дычко, В. Кирейко, А. Муха. — 2-е изд., доп. — К.: Муз. Україна, 1984. — 318 с.
- Оперная энциклопедия (четыре века мировой оперы: 1600—2000) / Сост. Н. С. Житарь. — Хмельницк: Эврика, 2001. — 398 с.
- Энциклопедия исполнительного музыкознания: к 100-летию НМА Украины им. П. И. Чайковского / Сост. Н. А. Давыдов. — Нежин: НГУ им. Н. Гоголя, 2014. — 438 с.
- Пианисты-аккомпаниаторы, концертмейстеры, артисты камерного и фортепианного ансамбля: энциклопедия / Татьяна Молчанова. — Львів: Сполом, 2015. — 635 с. : портр.
- Инструменты хореографа : терминология хореографии / Ю. Колесниченко. - К. : Кафедра, 2012. - 659 с. - ISBN 978-966-2705-19-5
- Культура: иллюстрированная энциклопедия Украины / Мирослав Владимирович Попович; Гл. ред. Виргиниюс Строля.– К. : Балтія Друк, 2015. — 182 с. : ил. — 1000 экз. — ISBN 978-966-8137-62-4
- Начало польского кино. Польские создатели в кинематографии России (1896–1918) = Początki polskiego filmu. Polscy twórcy w kinematografii Rosji : фильмо-биогр. справ. / сост. В. Миславский. – Х. : С. А. М., 2013. – 84 с.
- Этика и эстетика: словарь ключевых терминов / Н. Хамитов, С. Крылова, С. Синева. — К.: КНТ, 2009. — 336 с.
- Энциклопедия бухгалтерского учета / Р. Е. Грачева. — К. : Галицкие контракты, 2004. — 831 с. — (Библиотека «Дебета-Кредита»). — ISBN 966-96251-4-9[25] (1-й розділ он-лайн; 2-й розділ, частина 1 он-лайн; 2-й розділ, частина 2 он-лайн; 3-й розділ он-лайн)
- Банковская энциклопедия / под ред. С. И. Лукаш, А. Л. Малютиной. — Днепропетровск: «Баланс — Аудит»; «Каисса Плюс», 1994. — 246 с. — ISBN 5-7707-6663-8
- Энциклопедия хозяйственных операций / М. Бойцова и др. — Х. : Издательский дом «Фактор», 2006. — 992 с.: табл.

Энциклопедия хозяйственных операций / Марина Бойцова, Ольга Витковская, Татьяна Войтенко, Наталья Голоскубова, Яна Кавторева. — 4-е изд, перераб. и доп. — Харьков: Фактор, 2012. — 1135 с. — ISBN 978-966-180-437-0
- Энциклопедия фондового рынка: в 6 кн. / общ. ред. Ю. М. Лысенков, А. И. Рымарук. — К. : Кий, 1997.

Кн. 2 : Договорно-правовое регулирование фондового рынка / Ю. М. Лысенков и др. — [Б. м.]: [б.в.], 1998. — 374 с. — ISBN 966-7161-12-9
Кн. 3 : Бухгалтерский учет фондовых операций в банке (новый план счетов) / Ю. М. Лысенков и др. — [Б. м.]: [б.в.], 1998. — 335 с. — ISBN 966-7161-17-X: Кн. 4 : Переводной и простой вексель: практика применения / Ю. М. Лысенко и др. — К. : [б.в.], 1998. — 356 с. — ISBN 966-581-052-9
Кн. 5 : Учасники фондового рынка: функции, организация деятельности / Ю. М. Лысенков [и др.]. — К. : [б.в.], 1998. — 288 с. — ISBN 966-95410-0-X: Кн. 6 : <Депозитарная> деятельность на фондовом рынке (опыт ОАО «Межрегиональный фондовый союз») / Н. П. Швецов и др. — К. : [б.в.], 1998. — 224 с. — ISBN 966-95410-1-8
- Финансовый менеджмент. Практическая энциклопедия / В. П. Савчук. — 3-е изд. — К. : Companion Group, 2008. — 880 c. — ISBN 978-96-95435-3-0
- Это — бизнес: толковый словарь экономических терминов / В. Коноплицкий, А. Филина. — К. : Альтерпрес, 1996. — 448 с. : ил. — («Семейный очаг» Домашняя энциклопедия). — ISBN 5-7707-4746-3. — ISBN 5-7707-9702-9
- Малая Энциклопедия Трейдера / Э. Л. Найман. — К. : Вира-Р: Альфа Капитал, 1999. — 235 с. — ISBN 966-95440-0-9
- Энциклопедический словарь бизнесмена: Менеджмент. Маркетинг. Информатика/ М. И. Молдованов; Пер. О. О. Дятлова. — Київ: Техніка, 1993 . — 855 с.
- Энциклопедия частного предпринимателя / Ю. Рудяк и др. — Х. : Издательский дом «Фактор», 2006. — 910 с.

Энциклопедия частного предпринимателя / Ю. Рудяк и др. — 2-е изд., перер. и доп. — Х. : Фактор, 2009. — 1088 с.
- Энциклопедия офисных расходов: практ. рук. — Днепропетровск: Баланс-Клуб, 2014. — 91 с. : табл. — (Библиотека «Баланс» ; № 4, февраль (2014)). — 24000 экз.
- Энциклопедия ответственности для субъектов хозяйствования: практ. рук. — Днепропетровск: Баланс-Клуб, 2013. — 109 с. : табл. — (Библиотека «Баланс» ; № 14, 2013). — 24000 экз.
- Международные экономические термины: словарь-справочник / Голиков А. П., Черномаз П. А. — К.: ЦУЛ, 2008. — 376 с.
- Языковые реалии американского бизнеса: словарь-справочник / Лапоногова Н. — К.: Парлам. вид., 2004 . — 224 с.
- Энциклопедия работников кадровой службы / В. Кузнецов и др. — 3-е изд., перераб. и доп. — Х. : Фактор, 2012. — 541 с. : табл. — ISBN 978-966-180-438-7
- Экономический словарь: толково-терминологический / Коноплицкий В. А., Филина А. И. — К.: КНТ, 2007. — 624 с. — ISBN 978-966-373-220-6
- Энциклопедия таможенного дела / Сост. А. Б. Егоров, А. П. Шейко. — Львов: МЕТА, 1996.

Т. 1 / 1996. — 760 с.
Т. 2 / 1996. — 718 с.
Т. 3 / 1997. — 547 с.
Т. 4 / 1997. — 691 с.
Т. 5 / ред. Л. В. Деркач. — 1998. — 543 с.
Т. 6 / ред. Л. В. Деркач. — 1998. — 424 с.
- Энциклопедия ресторанного бизнеса / А. М. Беляева. — Донецк: БАО, 2009. — 544c., 8 л. ил.
- Энциклопедия гражданского процесса / Васильев С. В. — Х.: Харьков юридический, 2009. — 816 с.
- Психология личности: Словарь справочник / Под ред. П. П. Горностая и Т. М. Титаренко. — К.: Рута, 2001. — 320 с. ISBN 966779511X
- Юридическая психология: Терминологический словарь / Бандурка А. М., Венедиктов В. С., Тимченко А. В., Христенко В. Е., Калиновский В. Б. — Х.: 2005. — 432 с. — ISBN 978-966-8661-03-7
- Местное самоуправление в Украине: мир понятий и терминов от А до Я: учеб. пособие / В. В. Гнилорыбов, В. Н. Тихонов. — Луганск: ВНУ им. В. Даля, 2005. — 168 с.
- Энциклопедия сапфира / Сост. Е. Р. Добровинская, Л. А. Литвинов, В. В. Пищик; НАН Украины, НТК «Ин-т монокристаллов». — Харьков: Институт монокристаллов, 2004. — 508 с.
- Кто есть кто в алмазном мире: Справочник / Сост. Н. Ф. Колесниченко, И. С. Мим, В. Н. Бакуль. — К., 1998. — 136 с.
- Экологическая энциклопедия: в 5 т. / Э. В. Соботович, С. А. Довгий, О. Б. Лысенко ; Укр. отд-ние междунар. союза (УОМС) «Экология человека», Ин-т геохимии окружающей среды НАН Украины, Ин-т телекоммуникаций и глобал. информ. пространства НАН Украины. — К. : Логос, 2005—2012. — ISBN 966-581-649-7.

Т. 1 : А — В. — 2005. — 720 с. : ил. — ISBN 966-581-648-9 (Т. 1): Т. 2 : Г — Ж. — 2007. — 906 с. — Библиогр.: с. 813—840. — ISBN 978-966-171-031-2 (Т. 2): Т. 3 : З — Л. — 2012. — 970 с. : табл. — 250 экз. — ISBN 978-966-171-653-6 (т. 3)
- Биосфера. Экология. Охрана природы. Справочное пособие / Сытник К. М., Брайон А. В., Гордецкий А. В. Под ред. К. М. Сытника. — К.: Наук. думка, 1987. — 524 с.
- Русско-англо-украинский толковый словарь по прикладной генетике, ДНК-технологии и биоинформатике : учеб. пособ. / В. И. Глазко, Г. В. Глазко. - Киев : Нора-принт, 2000. - 464 с.
- Терминологический словарь-справочник по земледелию и агролесомелиорации : учеб. пособие для подгот. бакалавров направления "Агрономия" в ВУЗ-ах II-IV уровней аккредитации / Н. Н. Агапонов, Н. Г. Осенний. - Симф. : АРИАЛ, 2009. - 276 с. - Библиогр.: с. 276. - 300 прим. - ISBN 978-966-2372-22-9
- Популярный биографо-библиографический словарь-справочник деятелей заповедного дела и охраны природы Украины, царской России и СССР (1860–1960) / Борейко В. Е. — Киевский эколого-культурный центр; Центр охраны дикой природы СоЭС. — К., 1995.

Т. 1: А-М. — 192 с. — (История охраны природы; Вып. 4).
Т. 2: М-Я. — 224 с. — (История охраны природы; Вып. 5).
- Водоснабжение и водоотведение: Энциклопедия / Отв. ред. А. Е. Попов. — К.: Логос, 2002. — 488 с.
- Авиация и профессиональная подготовка летчика: в 6 т. / Междунар. акад. проблем человека в авиации и космонавтике и др. — Кировоград: КОД, 2010 . — ISBN 978-966-1508-53-7.

Т. 1 : История авиации / Макаров Р. Н. и др. ; гл. ред. Р. Н. Макаров. — 2010. — 859 с. : рис., табл. — 300 экз. — ISBN 978-966-1508-54-4 (Т. 1)
- Энциклопедия безопасности авиации / Н. С. Кулик и др. ; ред. Н. С. Кулик. — К. : Техніка, 2008. — 1000 с.: рис. (PDF-файли)
- Морская энциклопедия Одессы / Под ред. К. А. Ильницкого. — Одесса: Порты Украины, 2012.[26]
- Энциклопедия судов / Н. Б. Слижевский и др. ; общ. ред. Н. Б. Слижевский ; Национальный ун-т кораблестроения им. адмирала Макарова. — Николаев: НУК, 2005. — 172 с.: рис.
- Энциклопедия судовой энергетики: учебник / В. М. Горбов, В. П. Кот ; Национальный ун-т кораблестроения им. адмирала Макарова, Укр. фил. С.-Петерб. мор. собрания. — Николаев: НУК, 2013. — 606 с. : рис., табл. — Бібліогр.: с. 585—590. — 1000 экз.
- Всё о грузах портов Украины: справочник / под ред. К. Ильницкого. — Одесса: Порты Украины, 2002 — . — 20 см.

Вып. 1 : Лес и бумага. — 2002. — 35 с. : ил. — ISBN 966-7928-08-Х
- Все о портах Украины. 2001 = Ukrainin ports. 2001 : справочник / А. Гордиенко, К. Ильницкий, В. Михайлова и др. ; под. ред. К. Ильницкого. — Одесса: Порты Украины, 2001. — 576, [7] с. : ил., табл., портр. ; 21 см. — Авт. указаны на обороте тит. л. — Текст парал. рус., англ. — ISBN 966-7928-00-4
- Все о портах Украины. 2012 = Ukrainin ports. 2012 : справочник / А. Гордиенко, К. Ильницкий, Н. Минкина и др. ; под. ред. К. Ильницкого. — 7-е изд., доп. и перераб. — Одесса: Порты Украины, 2012. — 633 c. : ил., табл., портр. ; 20 см. — Авт. указаны на обороте тит. л. — Текст парал. рус., англ. — 300 экз.
- Все о торговом флоте Украины. 2008 = All about merchant marine of Ukraine. 2008 : справочник / К. Ильницкий, Н. Рыженкова, В. Щеглова, В. Войниченко. — Одесса: Порты Украины, 2008. — 183, [4 б] с. : ил., табл., портр. — Текст парал. рус., англ. — ISBN 966-7928-07-1
- Энциклопедия лесника. Млекопитающие Горного Крыма / Сост. А. В. Паршинцев. — Симферополь: Бизнесинформ, 2014. — 158 с.
- 101 памятник природы : иллюстрированная энциклопедия / Ю. Б. Святенко. — Харьков: Ранок: Веста, 2011. — 159 с. : цв. ил. — Географ. указ.: с. 154—157.
- Энциклопедия Холокоста: Еврейская энциклопедия Украины]] / Круглов А. И. Ред. И. М. Левитас. — К.: ВІПОЛ, 2000.
- Государственные и титульные языки России: энциклопедический словарь-справочник / Гл.ред. Владимир Петрович Нерознак . — Київ: Academia, 2002 . — 616 с. — ISBN 5-87444-148-4
- Глоссарий современного образования / Нар. укр. акад. ; под общ. ред. Е. Ю. Усик ; сост.: Астахова В. И. и др. — 2-е изд., перераб. и доп. — Харьков: Изд-во НУА, 2014. — 532 с.
- Словарь ботанических терминов / Под о6щ. ред. И.А. Дудки. – К: Наук. думка, 1984. – 308 с.
- Словарь терминов по прикладной генетике и ДНК технологиям / В. И. Глазко, Г. В. Глазко. - К., 1999. - 342 с. - ISBN 966-573-065-2
- Энциклопедический словарь по шелководству / В. А. Головко и др. ; УААН, Институт шелководства. — Х. : РИП «Оригинал», 1995. — 221 с. — ISBN 5-7707-6202-0
- Иллюстрированный сельскохозяйственный словарь: Энцикл. сельського хозяйства / Сост. С. М. Богданов. — К.: Тип. П. Барского, 1895. — [2], II, 1446 с.: ил.
- Энциклопедия охотника / сост. О. В. Зайчук ; ред. Л. А. Смогоржевский. — К. : Українська енциклопедія ім. М. П. Бажана: СП «ИСА», 1996. — 350 с. — ISBN 5-88500-034-4
- Современная энциклопедия охотника / сост. В. Булдаков. — Донецк: БАО, 2000. — 575 с.: ил. — ISBN 966-548-203-3
- Современная энциклопедия рыболова / сост. В. Булдаков. — Донецк: ПКФ «БАО», 2000. — 478 с.: ил. — ISBN 966-548-207-6
- Современная энциклопедия зимней рыбалки / сост. В. Булдаков. — Донецк: ПКФ «БАО», 2000. — 252 с.: ил. — ISBN 966-548-208-4
- Современная энциклопедия рыболовных снастей / сост. В. Д. Рафеенко. — Донецк: ПКФ «БАО», 2000. — 382 с.: ил. — ISBN 966-548-216-5
- Современная энциклопедия грибника / сост. В. Булдаков. — Донецк: БАО, 2000. — 335 с.: ил. — ISBN 966-548-227-0
- Грибы: полная энциклопедия / Донецк: Глория Трейд, 2014. — 223 с. : цв. ил. — 5000 экз. — ISBN 978-617-536-393-5
- Грибы: ил. справ. : более 300 видов грибов: [пер. с нем.] / Андреас Гминдер, Таня Бёнинг. — 3-е изд. — Харьков ; Белгород: Кн. клуб «Клуб семейн. досуга», 2014. — 255 с. : ил., портр. — 10 000 экз. — ISBN 978-966-14-5738-5. — ISBN 978-5-9910-2569-0. — ISBN 978-3-440-10797-3 (нем.)
- Современная энциклопедия садовода / сост. В. Горохов. — Донецк: БАО, 2000. — 284 с. — ISBN 966-548-240-8
- Ваш сад / сост. Е. В. Астахова и др. — Х. : Книжный Клуб «Клуб Семейного Досуга», 2006. — 380 с.
- Энциклопедия декоративно-лиственных комнатных растений / Сайдакова Е. А. — Харьков: Аргумент Принт, 2013. — 252, [16] с. : ил. — (Серия «Полезная книга»). — Бібліогр.: с. 249. — 2500 экз.
- Современная энциклопедия промышленного овощеводства . — Житомир: Рута, 2014.

Ч. 1 : Овощи. Картофель. Системы интенсивных технологий выращивания / авт.-сост.: Пашковский А. И. и др. — 2014. — 723, [52] с. : ил. — Бібліогр.: с. 719—723. — 1000 экз.
Ч. 3 : Закрытый грунт. Системы интенсивных технологий выращивания / авт.-сост. Чернышенко В. И., Пашковский А. И. — 2015. — 398 с. : рис., табл. — Бібліогр.: с. 396—398. — 1000 экз.
- Современная энциклопедия огородника / сост. В. Горохов. — Донецк: ПФК «БАО», 2000. — 318 с. — ISBN 966-548-226-2
- Большая энциклопедия фермера / авт.-сост. С. А. Мирошниченко ; худож. Т. В. Галян. — Донецк: БАО, 2008. — 800 с.: ил.
- Современная энциклопедия пчеловода: практические советы пчеловодам / сост. А. С. Забоенко. — Донецк: ПКФ «БАО», 2001. — 346 с. — ISBN 966-548-244-0
- 2000 великих людей: Малая энциклопедия персоналий: Великие люди. Династии. Лауреаты Нобелевской премии и премии «Оскар» / Сост.: А. К. Золотько, С. А. Кондратюк. — Харків: Торсинг, 2001. — 654 с. — (Третье тысячелетие: tercium millennium). — ISBN 966-7300-74-9
- Энциклопедия пороков: оправдание изъянов и слабостей человеческой натуры / Киев: Наукова думка, 1996.
- Книга ценителя мёда: универсальная энциклопедия натуральных медов, продуктов пчеловодства и рецептов их использования при лечении большинства известных болезней / В. А. Йолкин, В. А. Книженко, О. В. Самойлова, В. В. Иванова. — Харьков: Фактор, 2014. — 186 с. — 1000 экз.– ISBN 978-966-180-604-6
- Домашняя медицинская энциклопедия / общ. ред. В. И. Бородулина. — Х. ; Белгород: Книжный клуб «Клуб Семейного Досуга», 2009. — 512 с. — (Здоровье от А до Я). — ISBN 978-966-14-0190-6 (Украина)(доп.тир.)
- Друг здравия: энциклопедия гигиены и физико-диетического (физиатрического) пользования / В. Б. Каминский. — Изд. юбилейное, репринт. 1906 г. — К. : Издательский дом «Княгиня Ольга», 2006. — 704 c. — (Библиотека журнала НМТ).
- Универсальная энциклопедия диетического и здорового питания / А. Корнеев. — Донецк: ООО ПКФ «БАО», 2007. — 383 с.
- Термины в фармакологии и фармации: Словарь / И. С. Чекман. — К.: Выща шк., 1989. — 208 с.
- Офтальмология. Иллюстрированный словарь-справочник терминов офтальмопластической хирургии : пособие для вузов / Г. Д. Жабоедов, О. В. Петренко ; Нац. мед. ун-т им. А. А. Богомольца, Ком. науч. терминологии НАН Украины. - К. ; Ирпень : Перун, 2012. - 159 с. : цв. ил. - Бібліогр.: с. 157-159. - 1000 прим. - ISBN 978-966-569-286-7
- Энциклопедия безопасности / В. Т. Пономарев. — Донецк: Сталкер, 1997. — 432 с. — (Для школьников и их родителей).
- Полная энциклопедия животноводства / Сост. Ю. Д. Бойчук. — Харьков, 2015.
- Люди в вашем деле: энциклопедия соционического менеджмента / О. Б. Слинько. — Киев: Трамвай, 1996. — 215 с. : ил. — ISBN 5-7707-8415-6
- Краткая энциклопедия шахматных дебютов / Э. Е. Гуфельд. — Киев: Здоров'я, 1986. — 136 с.
- Полиграфическое производство: Краткая энциклопедия для школ и самообразования: учебное пособие для школ полиграфического производства. — Харків: Госиздат Украины, 1925. — 270 с.
- Полиграфисты Украины 2007 : [справ.-биогр. изд. / авт. ст.: Н. Козак и др.]. — К. : Ін-т біогр. дослідж., 2007. — 75, [5] с. : ил., портр. ; 30 см. — (Серия "Наше время").
- Энциклопедия дизайнера печатной продукции / Г. А. Кнабе. — М. ; СПб. ; К. : Диалектика, 2006. — 726 с. — (Серия «Профессиональная работа»).
- Детская всемирная энциклопедия: для ст. шк. возраста / пер. с англ. Т. А. Заяц, Е. П. Боровой ; гл. ред. И. В. Масляк ; ред. О. М. Улищенко. — Харьков: Фактор, 2010. — 199 с. : цв. фото. — ISBN 978-966-312-890-0
- Детям обо всем на свете: попул. энцикл. / Укр. фонд междунар. молодеж. сотрудничества — Х. : Синтекс, 2003 — . — (Популярная энциклопедия).

Кн. 1 / Худож.: Малешко-Крамина В. М., Мирончик П. В. — 2003. — 415 с. : ил. — ISBN 966-7070-34-4
Кн. 2 / худож. В. М. Малешко-Крамина, П. В. Мирончик. — 2003. — 399 с. : ил. — ISBN 966-7070-35-2
- Кн. 5 / худож. В. М. Мелешко-Крамина, П. В. Мирончик. — 2004. — 398 с.: ил.
- Планета земля: Полная иллюстрированная энциклопедия: пер. с англ. / Майкл Эллеби, Роберт Р. Коэнрад, Стефен Хатчинсон, Карен Макги, Кен Рубин; Науч. ред. Эдуард Станиславович Тхоржевский; Пер. С. Г. Байрачный, В. И. Ковалив, Н. А. Серикова.– Харьков: Фактор, 2013.– 608 с. : ил. — 2000 экз. — ISBN 978-966-180-422-6
- Энциклопедия окружающего мира: для сред. и ст. шк. возраста: пер. с англ. / Д. Кларк, К. Твист, Д. Флинт и др. ; худож. : Я. Морз, А. Пэнг, М. Саундерс и др. — Киев: Махаон-Украина, 2005. — 304 с. : ил. — 10000 экз.. — ISBN 5-18-000701-1
- Подводный мир: науч.-попул. изд. / К. Фаррингтон, С. Форти, П. Хук ; пер. с англ. О. И. Благиной. — Харьков: Фактор, 2011. — 224 с. : ил. — 2000 пр. — ISBN 978-966-180-179-9
- Грозные силы природы: науч.-попул. изд. : для мл. и сред. шк. возраста / ред. А. Ю. Маслов, П. В. Писаренко. — Донецк: ВЕСКО, 2011. — 112 с. : цв.ил. ; 28 см — (Первая школьная энциклопедия). — 1000 пр. — ISBN 978-966-341-718-9
- Энциклопедия аномальных явлений и загадок природы / К. Мартин-Паркер ; пер. с исп. Ю. Пономаренко. — Х. ; Белгород: Книжный Клуб «Клуб Семейного Досуга», 2007. — 288 c.: ил.
- Энциклопедия для дошколят: для детей дошк. и мл. шк. возраста / сост. Н. Л. Вадченко, Н. В. Хаткина. — Донецк: БАО, 1997 . — ISBN 966-548-115-0.

Т. 1. — [Б. м.]: [б.в.], 1997. — 414 с. — ISBN 966-548-120-7
Т. 2. — [Б. м.]: [б.в.], 1997. — 414 с. — ISBN 966-548-125-8
- Большая иллюстрированная энциклопедия эрудита: от А до Я / Б. Кун и др. ; пер. с нем. О. Малая. — Х. ; Белгород: Книжный Клуб «Клуб Семейного Досуга», 2009. — 320 с.: ил. — ISBN 978-966-14-0206-4 (Украина). — ISBN 978-5-9910-0659-0 (Россия). — ISBN 978-3-8174-5972-8 (нем.)
- Хочу все знать: энциклопедия для детей / авт.-сост. В. В. Истомина и др. — Х. : Пегас, 2008. — 240 с.: ил.
- Энциклопедия для подростков / сост. Н. Л. Вадченко. — Луганск: Лугань, 1995. — 512 с.: ил. — ISBN 5-7707-7887-3
- Полная сексуальная энциклопедия для подростков: все, что вы хотели знать, но стеснялись спросить / Сильвия Шнайдер, Биргит Ригер ; пер. с нем. О. Малой. — Х. ; Белгород: Книжный клуб «Клуб семейного досуга» , 2010. — 128 с. : ил. — 12000 экз.
- Сексуальная энциклопедия для подростков: все, что нужно знать о здоровье и сексе / М. Кастро Эспин ; пер. Г. Гава. — Х. ; Белгород: Книжный Клуб «Клуб Семейного Досуга», 2009. — 128 с.: ил.

Сексуальная энциклопедия для подростков: все, что нужно знать о здоровье и сексе: пер. с итал. / Мариэла Кастро Эспин; Пер. Галина Гава; Гл. ред. С. С. Скляр. — 2-е изд. — Харьков; Белгород: Книжный клуб «Клуб семейного досуга», 2013.– 127 с. : ил. — 10 000 экз. — ISBN 978-966-14-4628-0
- Детская познавательная энциклопедия: для любознательных детей разного возраста / Сост. Г. П. Яковенко. — Киев: МП «Сканнер», 1993.
- Энциклопедия школьнику: для любознательных детей разного возраста / Сост. Г. П. Яковенко, Н. Г. Яковенко. — Киев: АСТАРТА ; Киев: Основа, 1995.
- Универсальная энциклопедия школьника. 5-11 классы / С. А. Мирошниченко. — Донецк: ООО ПКФ «БАО», 2006. — 559 с.
- Загадки мира букв: энциклопедия / И. Я. Бурау. — Донецк: Сталкер, 1997. — 448 с. — ISBN 966-7104-38-9
- Энциклопедия — школьнику: для любознательных детей разного возраста / сост. Г. П. Яковенко, Н. Г. Яковенко. — К. : ООО «Основа», 1995. — 464 с. — ISBN 5-7707-8247-1
- Занимательная география для детей и взрослых / Г. Скарлато. — К. : Альтерпрес, 1996. — 415 с. — («Семейный очаг» Домашняя энциклопедия). — ISBN 5-7707-4746-3. — ISBN 5-7707-9705-3
- Океаны, корабли, люди: большая иллюстрированная энциклопедия: для детей сред. шк. возраста / Т. А. Коханий. — Х. : Ранок ; Х. : Веста, 2009. — 336 с.: ил.
- Молодой семье: энциклопедия семейной жизни / сост. З. Г. Рыкова и др. — Х. : ИКФ «Гриф», 1997. — 670 с. — ISBN 966-7165-00-X
- Энциклопедия семейной жизни: в 2 т. / Сост. Анатолий Романович Забродин, Анастасия Александровна Немирова, Константин Исаакович Турлянский.– Донецк: Отечество, 1991—1992.

Т. 1 : Все для женщин. — 1991. — 444 с. : ил. — 200 000 экз. — ISBN 5-7740-0535-6
Т. 2 : Всё для мужчин. — 1992. — 381 с. — 200 000 экз. — ISBN 5-7740-0535-6
- Энциклопедия семейной жизни: в 2. ч.. — К. : Люцифер, 1993 . — ISBN 5-87478-013-0.

Т. 1 : Все для женщин. — 1993. — 525 с. — ISBN 5-87478-014-9
- Современная семейная энциклопедия / сост. М. В. Богатыренко. — Донецк: ООО ПКФ «БАО», 2006. — 415 с.: ил.
- Энциклопедия грудного вскармливания / Э. Н. Гройсман. — К. : Полиграфкнига, 2002. — 192 с.: ил.
- Беременность день за днем: настольная энциклопедия будущей мамы / Авт.-сост. Борис Николаевич Джерелей. — Донецк: Агентство Мультипресс, 2011. — 287 с. — 7000 экз. — ISBN 978-966-519-198-8
- Мать и дитя. Беременность, роды и уход за ребёнком до трёх лет: большая энциклопедия / Лариса Шиковна Аникеева.– Харьков; Белгород: Книжный клуб «Клуб семейного досуга», 2014.– 511 с. : ил. — 15 000 экз. — ISBN 978-5-9910-2892-9
- Мать и дитя. Энциклопедия для родителей / А. В. Яловчук. — Харьков ; Белгород: Книжный Клуб «Клуб Семейного Досуга», 2014. — 414 с. : рис. — Бібліогр.: с. 410. — Доп. тираж 7 000 экз.
- Энциклопедия домашнего быта: в 2. т. / сост. В. В. Кондратьев. — Донецк: МП «Отечество», 1994 . — (Популярная энциклопедия).

Т. 1. — 1994. — 476 с. — ISBN 5-7707-5119-3
Т. 2. — 1994. — 479 с. — ISBN 5-7707-5121-5
- Все о быте: энциклопедия / авт.-сост. А. М. Горбов. — Донецк: Сталкер ; М. : АСТ, 2002. — 512 с.: ил.
- Золотая энциклопедия домоводства / авт.-сост. С. А. Мирошниченко. — Донецк: БАО, 2008. — 799c., [8 ]л. ил.: ил.
- Энциклопедия молодой женщины: пер. с чеш. — К. : МП «Орбита», 1995. — 438 с. — ISBN 5-7707-2834-5
- Драгоценная энциклопедия природной косметики / Л. А. Мороз. — Донецк: БАО, 2008. — 352 с.: ил.
- Современная энциклопедия для юношей и мужчин / сост. Н. Поттер. — Донецк: ООО ПКФ «БАО», 2002. — 447 с.: рис.
- Популярная мужская энциклопедия / Мирошниченко С. А. . — Донецк: БАО, 2010. — 284, [4] с. — 15000 экз.
- Энциклопедия умельца / сост. Н. Н. Гладков. — Симферополь: Бизнес-Информ, 1995. — 432 с.: ил. — Альтернативное название: Народные ремесла: Справочник. — ISBN 5-7707-6216-0
- Малая домашняя энциклопедия: советы на каждый день / сост. Т. Н. Барская. — К. : Мистецтво, 1995. — 239 с. — ISBN 5-7715-0735-0
- Аквариум: практическая энциклопедия / А. В. Степура и др. — Донецк: Сталкер, 2003. — 443 с.: ил. — (Серия «Практическая энциклопедия»).
- Энциклопедия водителя / сост. К. Т. Ключко, Е. И. Шаповал. — Х. : Единорог ; К. : Книга-Сервис, 1997. — 397 с. — ISBN 966-7333-01-9
- Энциклопедия автомобилиста / З. Д. Дерех и др. ; сост. К. А. Водяницкий. — Х. : Единорог, 1998. — 176 с. — ISBN 966-7333-30-2
- Энциклопедия инструмента / Крамаренко Б. П., Гревцова Т. Е., Крамаренко С. Б., Млечин А. И., Иогансон Н. И., Злобина Т. Е. — Х. : Микротех, 2007. — 228 с.
- Малая энциклопедия современных знаний / сост. В. А. Менделев. — Х. : Торсинг, 1998. — 768 с. — (Уходящее тысячелетие). — ISBN 966-7300-07-2
- Украинская православная энциклопедия: В 3-х ч. / Сост. Л. С. Кукушкин. — Харьков: Фолио, 2013. — 893 с. — ISBN 978-966-97231-8-5
- Большая православная энциклопедия / авт.-сост. И. Ю. Левашова. — Донецк: Глория Трейд, 2012. — 382, [16] с. : ил. — 3000 экз.
- Религии мира: ил. энциклопедия / К. О'Доннел ; пер. с англ. Н. Скоробогатов. — Х. ; Белгород: Книжный клуб «Клуб семейного досуга», 2007. — 191 с.: ил.
- Толковый словарь Нового Завета / Герхард Ян Рёттинг. — Ирпень: Центр христ. жизни Украины, 2006. — (Серия: Библиотека пастора)[27]
- Духовность: энциклопедия / гл. ред. В. С. Дудик. — К. : Европейская энциклопедия, 2008. — 686 с. — (Европейская энциклопедия ; кн. 1). — 4 000 экз.
- Мудрые мысли в произведениях Николая Гоголя: энциклопедический словарь / В. К. Кунов. — К. : КИТ, 2008. — 622 с. — (Всемирная серия «Писатели-мыслители»). — ISBN 978-966-8550-70-6
- Энциклопедия жизни и творчества Н. И. Костомарова (1817—1885) / Ю. А. Пинчук и др. ; предс.редкол. В. А. Смолий ; Нац. акад. наук Украины, Ин-т истории Украины. — К. : Ин-т истории Украины ; Донецк: Юго-Восток, 2001. — 565 с. — Библиогр.: с.561-565. — ISBN 966-7695-36-0
- Шекспир: энциклопедия / авт.-сост., вступ. ст., имен. указ. В. Д. Николаев. — М. : Алгоритм ; М. : Эксмо ; Х. : Око, 2007. — 447 с.: ил.
- Англо-русский тематический иллюстрированный энциклопедический словарь / О. Т. Зубкова и др. — Х. : Весть, 1998. — 784 с. — ISBN 5-7664-0490-5
- Календари и люди: календарная энциклопедия / Д. С. Одинцов. — Ялта: [б.и.], 2001. — 307 с.: ил. — Библиогр.: с. 292—296
- Энциклопедия травоядных пушных животных: практическое руководство по разведению кроликов, нутрий, ондатр и шиншилл / авт.-сост. С. П. Бондаренко. — Донецк: Сталкер, 2002. — 410 с.: рис.+ 4 л. цв. ил. — (Серия «10000 полезных советов»).
- Животные: большая иллюстрированная энциклопедия / сост. Ю. Д. Бойчук, Р. В. Шаламов. — 2-е изд., перераб. — Х. ; Белгород: Книжный Клуб «Клуб Семейного Досуга», 2008. — 448 с.: ил.
- Энциклопедия животных и растений: более 750 видов / Фолькер Диршке и др. ; пер. с нем. Н. Спесивцевой и М. Запорожец; науч. ред. Е. В. Духопельников. — Харьков ; Белгород: Книжный Клуб «Клуб Семейного Досуга», 2016. — 415, [1] с. : ил. — ISBN 978-5-9910-2980-3
- Животные шести континентов: иллюстрированная энциклопедия / Сост. Юрий Дмитриевич Бойчук, Руслан Васильевич Шаламов.– Харьков; Белгород: Книжный клуб «Клуб семейного досуга», 2014.– 412,[3] c. : цв. ил. — 10 000 экз. — ISBN 978-5-9910-2082-4
- Мир животных пяти континентов: популярная энциклопедия / А. В. Степура. — Донецк: ООО ПКФ «БАО», 2006. — 832 с.: ил.
- Ваша собака: полная энциклопедия / Х. Шмидт-Регёр ; пер. с нем. А. Иванова. — Х. ; Белгород: Книжный Клуб «Клуб Семейного Досуга», 2009. — 272 с.: фотогр.
- Энциклопедия заблуждений. Спорт / Б. Н. Хмельницкий ; худож. Э. Гринько. — М. : ЭКСМО ; Донецк: ЧП «Издательство СКИФ», 2003. — 363 с.: ил.
- Кибернетика творчества: единая теория поля: энциклопедия изобретателя / П. А. Шепотиленко. — Запорожье: Этика, 2003. — 212 с.
- Иллюстрированная энциклопедия парикмахерского искусства / О. А. Трокоз. — Донецк: БАО, 2008. — 320 c.: рис.
- Современная энциклопедия декоративно-прикладного искусства / Л. В. Варава. — Донецк: ООО ПКФ «БАО», 2006. — 303 с.: ил.
- Полная энциклопедия рукоделия: квиллинг, бисероплетение, пэчворк, декупаж, скрапбукинг, мыловарение / ред. А. П. Клейменова.– Харьков; Белгород: Книжный клуб «Клуб семейного досуга», 2015.– 319 с. : ил. — 6000 экз. — ISBN 978-966-14-7716-1; ISBN 978-5-9910-2974-2
- Век живи — век учись: домашняя энциклопедия / Т. Г. Бочарова. — Симферополь: Доля, 2006. — 512 с.
- Энциклопедия тайных обществ / Н. И. Сенченко, В. Г. Гастинщиков. — К. : Книга Роду, 2008. — 419 с.
- Планета НКМЗ. Энциклопедия, 1934—2009 / Новокраматорский машиностроительный завод. — Краматорск, 2004.

Ч. 2 / авт.-сост. В. Зорина. — Краматорск: [Новый мир], 2009. — 399 с.: фотоил. — (Серия «Корпоративный стиль»).
- Энциклопедия холодного оружия. Ножи. Кинжалы. Штыки / Д-р Тобиас Кэпвелл ; пер. В. Скоробогатов. — Х. ; Белгород: Клуб Семейного Досуга, 2010. — 256 с. : ил.
- Энциклопедия огнестрельного оружия : 1000 видов: пер. с нем. / Вальтер Шульц; Пер. Михаил Лебединский; Отв. за вып. И. Г. Веремей.– 2-е изд, стереотип.– Харьков; Белгород: Книжный клуб «Клуб семейного досуга», 2014.– 336 с. : цв. ил. — 3000 экз. — ISBN 978-5-9910-2046-6
- Энциклопедия пограничных войск. События и люди: сб. док., очерков и ст. по истории и современности погранич. службы: [в 9 т.]. — К. : Альфа Реклама, [2011] .[28]

Т. V / авт.-сост. М. П. Плахотный. — К. : Альфа Реклама, 2013. — 968 с., 1474 ил.
Т. VI: Пограничные войска КГБ СССР в Демократической Республике Афганистан (1979—1989) / [авт.-сост. и гл. ред. Михаил Плахотный]. — 2012. — 1337 с. : ил. — Бібліогр.: с. 1322—1333. — 1000 экз.
Т. VII: Организаторы пограничной службы. Руководители пограничного ведомства. Герои Советского Союза. Герои Социалистического Труда. Полные кавалеры ордена Славы. Герои Российской Федерации. Именные пограничные заставы и корабли / [авт.-сост. Плахотный М. П.]. — 2011. — 1038 с. : фот. — Бібліогр.: с. 992—1037. — 1000 экз.
- Военно-политическая спецоперация СССР в Афганистане (25 декабря 1979 — 15 февраля 1989 гг.): словарь-справочник / С. В. Червонопиский, А. А. Костыря, В. Г. Сироштан. — 2-е изд., перераб. и доп. — К. : Мединформ, 2007. — 450, [1] с. : ил., табл., портр. ; 21 см. — На пер. авт. не указаны. — Библиогр.: с. 359—384, 449 и в тексте. — 500 экз. — ISBN 978-966-409-026-8
- Морское право. Источники: в 3 ч. — О. : Фенікс, 2011 . — (Серия «Энциклопедия морского права»).

Ч. 1 : Международное морское право Т. 1 : Общие международные конвенции. Кн. 2 : ІІІ Конференция ООН по морскому праву / [авт.-сост.: Додин Е. В. и др. ; авт. вступ. ст. Кивалов С. В.]. — О. : Фенікс, 2011. — 600 с. — Текст рос., англ. — 1000 экз.
- Энциклопедия криминалистики в лицах = Encyclopedia of criminalistics in personalities / под ред. проф. В. Ю. Шепитько ; [авт.-сост.: Аверьянова Т. В. и др.]. — Х. : Апостиль, 2014. — 399 с. : фот. — Текст рос. — 1000 экз.
- Энциклопедия выживания в экстремальных ситуациях / Выскребенцева Елена. — Донецк: Мультипресс, 2014. — 286 с. : рис. — 2500 экз.
- Самая книга: справочник-энциклопедия / авт.-сост. Сергей Саркисян. — Ялта: Junior Star, 2012. — 669 с. — 15000 экз.
- Справочник коксохимика: в 6 т. / редкол.: Старовойт А. Г. (гл. ред.) и др. — Харьков: Инжэк, 2010— . — 29 см. ISBN 978-966-392-262-1.

Т. 2 : Производство кокса / Абдуллин С. Ю., Борисов Л. Н., Волков В. И. и др. ; ред. совет: Бурылин С. Д. [и др.]. — 2014. — 725 с. : ил., табл. — Авт. указаны на обороте тит. л. — Библиогр. в конце гл. — 750 экз. — ISBN 978-966-392-467-0
Наука
- Геологи. Географы : биографический справочник / Г. И. Молявко, В. П. Франчук, В. Г. Куличенко ; редактор С. М. Хазанет. - Киев : Наукова думка, 1985. - 352 с.
- Химики: Биогр. справочник / В. А. Волков, Е. В. Вонский, Г. И. Кузнецова. — К.: Наук. думка, 1984. — 735 с.
- История древнего мира: энциклопедия: для детей ср. шк. возраста / Э. Барзотти ; пер. с ит. Н. В. Сумец, Н. Ю. Конева. — Х. : Фактор, 2009. — 160 с.: ил.
- Тайны географических названий: детская энциклопедия / В. К. Губарев. — М. : АСТ ; Донецк: Сталкер, 2007. — 399 с. — (Я познаю мир).
- Астрономия / В. И. Щенников. — Донецк: БАО, 2007. — 320 с. — (Энциклопедия знаний для школьников).
- Астрономы: Биогр. справочник / И. Г. Колчинский, А. А. Корсунь, М. Г. Родригес. — К.: Наук. думка, 1977. — 415 с.: ил. — Библиогр.: с. 317–329. (онлайн-версія)
- Астрономы. Биографический справочник / И. Г. Колчинский, А. А. Корсунь, М. Г. Родригес. — 2-е изд., доп. и перераб. — К.: Наук. думка, 1986. — 511 с.: ил. — Библиогр.: с. 490–499.
- Ихтиопатологическая энциклопедия / Сост. О. Н. Давыдов, Н. М. Исаева, Л. Я. Куровская. — К.: Ин-т зоологии им. И. И. Шмальгаузена НАН Украины, 2000. — 164 с.
- Малая энциклопедия стран / Н. Г. Сиротенко; В. А. Менделеев. — Х. : Торсинг ; М. : АСТ, 2001. — 720 с. — ISBN 5-17-007675-4 (в пер.). — ISBN 966-7300-74-9[29]
- Энциклопедия горной механики. В 2-х томах. / Донецк: Юго-Восток, 2008.
- Энциклопедия неорганических материалов. В 2-х томах. / Ответств. редактор Федорченко И. М. — К. : Главная редакция Укр. сов. энциклопедии, 1977. (DjVu-файли)
- Неорганическое материаловедение: энциклопедическое издание: в 2 т. / ред. Г. Г. Гнесин, В. В. Скороход ; НАН Украины, Ин-т проблем материаловедения им. И. Н. Францевича. — К. : Наукова думка, 2008 . — ISBN 978-966-00-0631-7.

Т. 1 : Основы науки о материалах. — 2008. — 1152 с. : рис., табл.+ прил. — ISBN 978-966-00-0664-5 (т. 1): Т. 2, кн. 1 : Материалы и технологии ; А — О / А. А. Адамовский и др. — 2008. — 856 с. — ISBN 978-96600-0744-4 (т.2): Т. 2, кн. 2 : Материалы и технологии ; П — Э / В. М. Ажажа и др. — 2008. — 896 с.+ 1 л. прил. — ISBN 978-966-00-0744-4 (т.2)
- Физика твердого тела: энциклопедический словарь / ред. В. Г. Барьяхтар ; НАН Украины, Ин-т физики. — К. : Наукова думка, 1996 . — ISBN 5-12-003771-2.

Т. 1 : А-О. — 1996. — 651 c. — ISBN 5-12-004063-2
Т. 2 : П-Я. — 1998. — 644 с. — ISBN 966-00-0073-1
- Физики: Биогр. справочник / Храмов Ю. А. — К.: Наук. думка, 1977. — 509 с.: ил.

Біологія
- Биология человека / В. И. Щенников. — Донецк: ООО ПКФ «БАО», 2007. — 320 с.: рис. — (Энциклопедия знаний для школьнков).
- Биологи: Биогр. справочник / Т. П. Бабий, Л. Л. Коханова, Г. Г. Костюк и др.; Отв. ред. Ф. Н. Серков. — К.: Наук. думка, 1984. — 815 с.: портр. — Библиогр.: с. 741–790 (1316 назв.).
- Генетический словарь / Н. Е. Проценко, В. Е. Недаева, В. Д. Веренко. — К.: УСХА, 1991. — 144 с.[30]
- Деревья и кустарники. Покрытосеменные : справочник / отв. ред. Л. И. Рубцов. – К. : Наук. думка, 1974. – 590 с.
- Пряно-ароматические и пряно-вкусовые растения: Справочник / Дудченко Л.Г. и др. — К.: Наук. думка, 1989. — 304 с.
- Грибы. Справочник миколога и грибника / И.А. Дудка, С.П. Вассер. – Киев : Наук. думка, 1987. – 535 с.

Інформатика, кібернетика, робототехніка
- Энциклопедия кибернетики: в 2 т. / Акад. наук УССР ; отв. ред. В. М. Глушков. — Киев: Украинская Советская Энциклопедия, 1974.
- Энциклопедия современных сетевых технологий / В. Фейбел. — К. : Комиздат, 1998. — 687 с. — ISBN 0-7821-1290-0. — ISBN 966-7229-06-8
- Компьютерные сети: пер. с англ. / М. А. Спортак [и др.]. — К. : ДиаСофт, 1999.

Кн. 2 : Networking Essentials. Энциклопедия пользователя. — [Б. м.]: [б.и.], 1999. — 432 с. — ISBN 966-7393-30-5. — ISBN 0-672-31210-7
- Высокопроизводительные сети: Энциклопедия пользователя / М. А. Спортак и др. — К. : ДиаСофт, 1998. — 421 с. — ISBN 966-7393-01-1. — ISBN 1-57521-187-4
- Энциклопедия персонального компьютера: для начинающих и опытных пользователей / В. Холмогоров. — Х. ; Белгород: Книжный Клуб «Клуб Семейного Досуга», 2008. — 430 c.: рис.
- Энциклопедия ПК. Аппаратура. Программы. Интернет / В. П. Пасько. — К. : BHV ; СПб. ; М. ; Нижний Новгород: Питер, 2004. — 799 с.: рис. — ISBN 966-552-132-2. — ISBN 5-94723-861-6
- Энциклопедия персонального компьютера / С. Э. Зелинский. — Х. ; Белгород: Книжный Клуб «Клуб Семейного Досуга», 2011. — 351 с. : рис., табл. — Бібліогр.: с. 349. — Доп. тираж 12000 экз. — ISBN 978-966-14-0721-2 (Украина) (доп. тираж). — ISBN 978-5-9910-1115-0 (Россия) (доп. тираж)
- Толковый словарь по информатике / Г. Г. Пивняк, Б. С. Бусыгин, М. М. Дивизинюк [и др.]; под ред. Г. Г. Пивняка ; М-во образования и науки Украины, Нац. гор. ун-т. – Д., 2008. – 599 с. – Библиогр. :

с. 593–598 (136 назв.). – ISBN 978-966-350-087-4.
Математика
- Энциклопедия элементарной математики. Руководство для преподающих и изучающих элементную математику в 2-х томах.[31]

Т. 1. Элементарная алгебра и анализ / Г. Вебер; И. Вельштейн; пер. с нем. под ред. и с примечаниями В. Кагана. — 2-е изд. испр. и доп. — Одесса: Книгоиздательство «Матезис», 1911. — 672 с.
Т. 2. Кн. 1. Основания геометрии / Г. Вебер; И. Вельштейн; пер. с нем. под ред. и с примечаниями В. Кагана. — 2-е изд. — Одесса: Книгоиздательство «Матезис», 1913. — 360 с.
Т. 2. Кн. 2 и 3. Тригонометрия. Аналитическая геометрия. Стереометрия / Г. Вебер; И. Вельштейн; пер. с нем. под ред. и с примечаниями В. Кагана. — 2-е изд. — Одесса: Книгоиздательство «Матезис», 1914. — 330 с.
- Математика. Физика. Законы, теоремы, определения, формулы / Е. А. Гаева, С. Т. Усатенко. Физика. Математика: Законы, теоремы, определения, формулы: Справочник: Законы, теоремы, определения, формулы: Справочник / С. Т. Усатенко, Е. А. Гаева. — К. : КМУГА, 1995. — 99 с.+169 с. (Вторая книга с обратной стороны).
- Математическая энциклопедия: для школьников, абитуриентов, преподавателей школ, лицеев, колледжей и вузов / И. А. Кушнир. — Киев: Астарта, 1995. — 768 с. : ил. — ISBN 5-7707-9129-2
- Загадки мира цифр и чисел: энциклопедия / И. Я. Бурау. — Донецк: Сталкер, 1996. — 448 с. — ISBN 966-7104-01-X
- Математики. Механики: Биогр. справочник / Боголюбов А. Н. — К.: Наук. думка, 1983. — 639 с.: ил. — Библиогр.: с. 589–618.
- Выдающиеся математики: Биогр. словарь-справочник / А. И. Бородин, А. С. Бугай. — 2-е изд., перераб. и доп. — К.: Рад. школа, 1987. — 654 с.: ил.

Медицина
- Иллюстрированная медицинская энциклопедия для всей семьи: симптомы и диагностика заболеваний, традиц. и вспомогат. методы профилактики и лечения / Питер Ферми и Стивен Шепард ; пер. с англ. В. Скоробогатова. — Харьков ; Белгород: Книжный Клуб «Клуб Семейного Досуга», 2014. — 253 с. : цв. ил. — ISBN 978-5-9910-2975-9
- Полная иллюстрированная медицинская энциклопедия: Описание заболеваний. Симптомы и диагностика. Новейшие методы лечения. 500 цветных иллюстраций / Питер Абрахамс ; пер. с англ. Л. С. Головина. — Харьков ; Белгород: Книжный Клуб «Клуб Семейного Досуга», 2016. — 256 с. : цв.ил.
- Энциклопедия семейного врача: В 2 кн. / Отв. ред. А. С. Ефимов. — Київ: Здоров'я, 1995.

Кн. 1. / А. С. Ефимов, В. М. Анищенко, Г. А. Белицкая, А. И. Кравченко. — 1995. — 543 с. — ISBN 5-311-00858-X.
Кн. 2. / В. М. Анищенко и др. — 1995. — 671 с. — ISBN 5-311-00858-X
- Малая энциклопедия врача-эндокринолога / А. С. Ефимов и др. — К. : ООО «ДСГ Лтд», 2005 . — (Библиотечка практикующего врача).

Кн. 1. — 2005. — 120 с.
Кн. 2. — 2005. — 140 с.
- Малая энциклопедия врача-эндокринолога / А. С. Ефимов и др. — К. : Медкнига, 2007. — 360 с. — (Библиотека практикующего врача).
- Лечение методами официальной и народной медицины: энциклопедия «От А до Я» / Сост. Александр Викторович Кривошей.– Киев: Изд-во Глория, 2016.– 1231 с. — 3000 экз. — ISBN 978-617-536-569-4
- Энциклопедия Амосова. Алгоритм здоровья. Человек и общество / Н. М. Амосов. — Донецк: Сталкер, 2003. — 463 с.
- Детское здоровье. Энциклопедия для пап и мам / Татьяна Леонидовна Чернова.– Харьков, Белгород: Книжный клуб «Клуб семейного досуга», 2011. — 317 с. — (Домашняя медицинская энциклопедия) — 26 000 экз. — ISBN 978-966-14-1231-5
- Современная энциклопедия народной и нетрадиционной медицины: в 2 ч. / под ред. д-ра мед. наук, проф. Т. П. Гарник, д-ра мед. наук, проф. В. А. Туманова. — Житомир: Рута, 2016.

Ч. 1 : Целебные растения: методы и способы лечения / авт.-сост. А. И. Пашковский и др. — 2016. — 759 с. : ил. — Бібліогр.: с. 748—749. — 500 экз.
- Большая энциклопедия народной медицины / сост. С. А. Мирошниченко. — Киев: Кристалл бук, 2016. — 767 с. — (Домашняя библиотека). — 3000 экз.
- Энциклопедия народной медицины: в двух томах / Д. Н. Стояновский. — Київ: Здоров'я, 1997.

Т. 1. — [Б. м.]: [б.в.], 1997. — 464 c. — ISBN 5-311-01042-8
Т. 2. — [Б. м.]: [б.в.], 1997. — 672 с. — ISBN 5-311-01033-9
- Энциклопедия лекарственных растений / Г. В. Лавренова, В. К. Лавренов. — Донецк: Донеччина, 1996.

Т. 1. — Донецк: [б.в.], 1997. — 656 с. — ISBN 966-556-110-3
Т. 2. — Донецк: [б.в.], 1997. — 511 с. — ISBN 966-566-115-4
- Современная энциклопедия лекарственных растений / сост. В. Преображенский. — Донецк: ПКФ «БАО», 2000. — 590 с.: ил. — ISBN 966-548-231-9
- Энциклопедия пищевых лекарственных растений: Культурные и дикорастущие растения в практической медицине / В. И. Формазюк ; под ред. Н. П. Максютиной. — К. : А. С. К., 2003. — 791 с.
- Энциклопедия практической фитотерапии. — К., 2006. — (Серия «Здоровья Вашему Дому»).

Кн. 1 : Практическое применение 4260 рецептов лекарственных растений / Г. А. Гоменюк и др. — К. : ДСГ, 2006. — 495с. + прилож. (12 с.).
Кн. 2 : Практическое применение 3585 рецептов лекарственных растений / Г. А. Гоменюк и др. — К. : Медкнига, 2007. — 431с. + 2 прилож. (12 с.+12 с.).
Кн. 3 : Практическое применение лекарственных растений в гомеопатии / Г. А. Гоменюк и др. — К. : Медкнига, 2007. — 259с. + прилож. (12 с.).
- Акупунктура: энциклопедия / И. Самолюк, В. Лысенюк. — К. ; М. : Укр. энциклопедия: АСТ-ПРЕСС, 1994. — 541 с. — ISBN 5-88500-069-7
- Половые болезни: энциклопедический справочник / И. Мавров. — К. ; М. : Изд-во «Українська енциклопедія» им. М. П. Бажана: Изд-во «АСТ-Пресс», 1994. — 480 с.; 10 л. ил. — ISBN 5-88500-066-2
- Психиатрический энциклопедический словарь / Сост. Й. Стоименов, М. Стоименова, П. Коева и др. — К.: МАУП, 2003. — 1195 с.
- Словарь-справочник по психологической диагностике / Бурлачук Л. Ф., Морозов С. М. Отв. ред. Крымский С. Б. — Киев: Наук, думка, 1989. — 200 с.[32]
- Здоровье на вашем столе: малая энциклопедия диетологии / С. Ильина. — К. : Альтерпрес, 1996. — 302 с. : ил. — («Семейный очаг» Домашняя энциклопедия). — ISBN 5-7707-4746-3. — ISBN 5-7707-9701-0
- Энциклопедия домашних методов лечения / В. К. Лавренов и др. — Донецк: Сталкер, 1997. — 350 с. — (Домашний лечебник). — ISBN 966-596-010-5
- Двенадцать месяцев здоровья: январь-июнь / С. И. Ильина. — 2. изд., испр. — К. : Медицина, 2005. — 304 с. — (Энциклопедия народной медицины).
- Энциклопедия массажа от А до Я: типы массажа. Приемы массажа. Космет. массаж. Лечебный массаж. Самомассаж. Массаж для детей: Пер. с ит. — Х. : Книжный Клуб «Клуб Семйного Досуга», 2007. — 382 с.: рис., фотоил.
- Биографический словарь заведующих кафедрами и профессоров Киевского медицинского института (1841–1991) / И. М. Макаренко, И. М. Полякова. — К.: Здоровья, 1991. — 160 с.: ил.
- Ученые Украины — фармации: Справочник-проспект / Сост. В. Г. Гунько и др.; Под ред. И. М. Перцева. — Х.: Основа, 1991. — 256 с.: ил.

Література
- Мифо-символический словарь: в 3 т. / сост. В. фон Эрцен-Глерон. — Киев: Береза С. И., 2013— . — 34 см. — (A terra ad solem).

Т. 1 : А—Е. — 2013. — 532, [4] с. : ил., табл., портр. — Библиогр.: с. 533—536. — 1 000 экз. — ISBN 978-966-195-012-1
Фізика
- Справочник по физике / Дубровский И.М., Егоров Б.В., Рябошапка К.П. - К.: Наукова думка, 1986. – 556 с.

Філософія
- Философская мысль восточных славян: Биобиблиогр. словарь / И. В. Огородник, В. В. Огородник, М. Ю. Русин, В. Ф. Диденко; Ред. Я. В. Губерский. — К.: Парламентское изд-во, 1999. — 327 с.

Регіони
- Краткий географический словарь Крыма / Ена В. Г., Ена Ал. В., Ена Ан. В. - Сф., 2011.
- Крым для всех: энциклопедия / Игорь Русанов. — Симферополь: Инфолекс, 2003. — 416 c. — 5000 экз.

2-е изд., [c испр. и доп.]. — Симферополь: Инфолекс: Азбука, 2004. — 407, [8] c. : ил., [16] л. ил.
- Краткий словарь истории Крыма / К. Когонашвили. — Симферополь: Бизнес-информ, 1995. — 333 с.
- Севастополь: Энциклопедический справочник / Сост. М. П. Апошанская. — Севастополь, 2000. — 683 с. — ISBN 966-7189-24-4
- Одесса: Кто есть кто / А. Э. Каменный . — Одесса: ОКФА, 1999 . — 543 с. : ил.[33]
- Судак: попул. энцикл. / авт.-сост. Г. Б. Литвинова, П. А. Литвинов. — Судак: Изд-во творч. союза «Сталкер», 2004. — 350, [1] с. : ил., портр.
- Николаевцы. 1789—1999: Энциклопедический словарь (2000 персоналий, 1500 портретов и иллюстраций) / Глав. ред. В. А. Карнаух. — Николаев, 1999. — 374 с.
- Харьков. Энциклопедический словарь / В. О. Соловьев, Л. В. Раенко. — Харьков, 2014.
- Генералы. Харьковский биографический словарь / Generalis ; [сост.: А. А. Бондаренко, С. С. Кушнарев ; под ред.: В. Г. Бульба и др.]. – Харьков : Майдан, 2017. – 454 с. : фот. – (Харьковский биографический словарь ; [т. 3]).
- Луганщина = Luhansk region: энциклопедия / подгот.: Игорь Бразовский и др. — Луганск: Бизнес-компаньон ; Киев: Новий друк, [2012]. — 571, [12] с. : ил. — Текст рос. та англ. — 1000 экз.
- По ходу времени: энциклопедия Александровщины / Б. Н. Кузык, В. В. Белошапка. — К. : Мыстецтво, 2002. — 320 с.: фото.
- Золотые имена в истории Очакова и земли Очаковской. Херсонско-Кинбурнский оборонительный район. Сражение и победа у крепости Кинбурн 1(12) октября 1787 года. Командующий корпуса генерал-аншеф Суворов А. В. : докум.-худож. изд. / Крикун Г. Ф. — Очаков: [б. и.], 2012. — 77, [1] с. : цв.ил., фото, карты. — (Энциклопедия краеведения ; кн. 8).
- Энциклопедия Бердянска: Историко-краеведческий, общественно-политический справочник: В 3-х т. / Под общ. ред. В. И. Михайличенко. — Мелитополь: Издательский дом Мелитопольской городской типографии, 2013—2015. — ISBN 978-966-197-265-9[34] (PDF-файли): Т. 1: А — Л. — Мелитополь, 2013. — 864 с.: ил.; 56 л. вкл. — 1000 экз. — ISBN 978-966-197-266-6[35][36]

Т. 2: М — Р. — Мелитополь, 2014. — 807, [106] с. : фот. — 1000 экз. — ISBN 978-966-197-342-7
Т. 3:
Спорт
- Энциклопедия современного олимпийского спорта / гл. ред. В. Н. Платонов. — Киев: Олимпийская литература, 1998. — 600 с. — ISBN 966-7133-18-4
- Энциклопедия олимпийского спорта: в 5 т. / ред. В. Н. Платонов ; Международный олимпийский комитет, Национальный ун-т физического воспитания и спорта Украины. — К. : Олимпийская литература, 2002—2007. — ISBN 966-7133-51-6

Т. 1 / 2002. — 496 с.: ил. — ISBN 966-7133-52-4
Т. 2 / 2004. — 584 с.: ил. — ISBN 966-7133-53-2
Т. 3 : Олипийский спорт: информация, статистика. / 2004. — 632 с.: ил. — ISBN 966-7133-54-0
Т. 4 : Система подготовки спортсменов в олимпийском спорте. / 2004. — 607 с.: рис., табл. — ISBN 966-7133-55-9 (т. 4)
Т. 5 : Олимпийский спорт в Украине / 2004. — 527 с.: ил. — ISBN 966-7133-56-7 (т. 5)
- Энциклопедия мирового футбола / Е. Белозеров и др. — К. : Команда, 1998 . — (Энциклопедия мирового футбола). — ISBN 966-7422-00-3.

Ч. 1 : История чемпионатов мира: 1930, 1934, 1938, 1950, 1954, 1958. — [Б. м.]: [б.в.], 1998. — 268 с. — Альтернативное название: Энциклопедия футбола: История чемпионатов мира. — ISBN 966-7422-01-1
Ч. 2 : История чемпионатов мира: 1962, 1966, 1970, 1974, 1978. — [Б. м.]: [б.в.], 1998. — 352 с. — Альтернативное название: Энциклопедия футбола: История чемпионатов мира. — ISBN 966-7422-02-X: Ч. 3 : История чемпионатов мира: 1982, 1986, 1990, 1994. — [Б. м.]: [б.в.], 1998. — 399 с. — Альтернативное название: Энциклопедия футбола: История чемпионатов мира. — ISBN 966-7422-03-8
Кн. 4, ч. 1 : Кубок европейских чемпионов / Ю. Карман, Ю. Корзаченко. — [Б. м.]: [б.в.], 1998. — 384 с. — ISBN 966-7422-06-6
- Энциклопедия Лиги Чемпионов: вся история, все матчи, все события с 1955 г. : подробно о выступлениях клубов Украины и СССР / К. В. Брагин. — К. : [Брагин К. В.], 2011. — 255 с. : ил. — 2000 экз.
- Энциклопедия полтавского футбола (1909—2010) / Анатолий Ломов, Сергей Криворотько ; под общ ред. А. Г. Ломова. — Полтава: АСМИ, 2010. — 564, [12] с. : табл., цв. ил., фото.
- Тяжелоатлеты Украины / В. В. Драга, П. Н. Кравцов. — К.: Здоров'я, 1985. — 174 с.: ил.
- Еврейская спортивная энциклопедия / И. М. Левитас. — К.: Издательство ПП «Золотые Ворота», 2013.

#### Мережеві
- Медицинские манипуляции. Видео-энциклопедия
- Компендиум — энциклопедия лекарств
- Иллюстрированная энциклопедия животных
- Николаевская область — электронная историческая энциклопедия
- Одессика — онлайн-энциклопедия об Одессе
- Улицы Киева — живая энциклопедия города
- Финансовая энциклопедия
- Энциклопедия пестицидов и агрохимикатов
- Энциклопедия пород собак
- Энциклопедия растений
- Энциклопедия рыб (рос.)
- Энциклопедия Судака
- Энциклопедия спецслужб (рос.)
- Энциклопедия технической конопли
- Энциклопедия физики и техники (рос.)
- Энциклопедия «Энергоэффективность» на superdom.ua